# AllGame
AllGame (voorheen All Game Guide) was een databank met informatie over arcadespellen, videospellen en fabrikanten van spelcomputers. De in 1998 opgerichte website was eigendom van All Media Guide (later hernoemd naar All Media Network), net als AllMusic en AllMovie. De website werd gesloten in december 2014.